# Nintendo Direct

Logo da apresentação

Nintendo Direct é uma série de webcasts, em que são feitos anúncios de novas funções, jogos e acessórios para os consoles da Nintendo.. As apresentações começaram no Japão e na América do Norte, com a primeira transmissão sendo feita em 21 de outubro de 2011, e foi expandido para Europa, Austrália e Coréia do Sul.  Os episódios são variados, podendo se tratar de um jogo ou franquia em específico ou de lançamentos e anúncios variados das plataformas da Nintendo.
O vídeo fica disponível no mundo em momentos diferentes devido às traduções e é disponibilizado por meio de site, no aplicativo da Nintendo eShop nos consoles Nintendo 3DS e Nintendo Wii U, no canal oficial da Nintendo no YouTube e no aplicativo Nintendo Channel do console Nintendo Wii.
O Nintendo Direct é utilizado para anúncios de novos produtos. Nele foi anunciada a data de lançamento do Wii U no Japão em 8 de dezembro de 2012 e 18 de novembro de 2012 nos Estados Unidos, bem como as primeiras informações sobre o console A edição estadunidense era apresentada pelo presidente da Nintendo nos Estados Unidos, Reggie Fils-Aime. Através do mesmo canal foi feito o anúncio do Nintendo 3DS XL. Além disso jogos como Animal Crossing: Pocket Camp, o port de LA Noire, Pokémon Ultra Sun e Ultra Moon e Hey! Pikmin foram anunciados em transmissões de Directs.

## Tipos de apresentação
| Nome                              | Logo                                    | Duração       | Conteúdo |
| --------------------------------- | --------------------------------------- | ------------- | --- |
| Nintendo Direct                   | Nintendo Direct Presentation logo       | 25–50 minutos | É a principal apresentação do Nintendo Direct. Apresenta informações sobre software e hardware em todas as plataformas da Nintendo. A partir de 2017, uma série de headlines durante determinados segmentos foram introduzidas. |
| Nintendo Direct Mini              | Nintendo Direct Mini presentation logo  | 5–30 minutos  | É uma versão curta da Nintendo Direct que mostra informações sobre software e hardware em todas as plataformas da Nintendo mas concentra-se em lançamentos menores. Há também uma variante separada deste tipo de Nintendo Direct, chamado de Nintendo Direct Mini: Partner Showcase que apresenta jogos dos parceiros de desenvolvimento e publicação da Nintendo. |
| Nintendo Direct Special           |                                         | 5–50 minutos  | Uma transmissão que abrange títulos de software específicos, tanto da Nintendo quanto de desenvolvedores de terceiros. Normalmente hospedado pelo produtor do jogo ou faz uso de um narrador. Cada Direct deste tipo tem seu próprio logotipo. |
| Pokémon Presents                  |                                         | 10–27 minutos | Uma apresentação com foco em jogos da franquia Pokémon para os consoles da Nintendo ou dispositivos moveis. |
| Indie World                       |                                         | 17–28 minutos | Uma apresentação focada em jogos e desenvolvedores independentes. |
| Nintendo E3 Presentations/Directs |                                         | 20–45 minutos | Uma apresentação sobre os próximos jogos apresentados durante a E3. A apresentação abrange jogos que serão lançados em algum momento entre a E3 até o final do ano. Cada Direct possui seu próprio logotipo. |
| Apresentações descontinuadas      |                                         |               | |
| Nintendo Direct Micro             | Nintendo Direct Micro presentation logo | 17 minutos    | Foi uma única apresentação que aconteceu em 2015 que cobriu software e hardware de todas as plataformas da Nintendo. Este tipo de Nintendo Direct foi descontinuado e foi substituído pelo Nintendo Direct Mini. |
| Nintendo 3DS Direct               | 3DS Direct Presentation logo            | 30–50 minutos | Foram diversas apresentações focadas especificamente sobre software e hardware relacionados à família de consoles Nintendo 3DS. Este tipo de Nintendo Direct foi exibida entre 2013 a 2016. |
| Wii U Direct                      | Wii U Direct presentation logo          | 30–50 minutos | Foram diversas apresentações focadas especificamente sobre software e hardware relacionados ao console Wii U. Eram apresentadas entre 2012 e 2013, este tipo de Nintendo Direct foi descontinuada após o fim da produção do Wii U com o lançamento do Nintendo Switch.                                                                                              |
| Nindies Showcase                  | Nindies Showcase presentation logo      | 10–30 minutos | Foi uma apresentação focada em jogos de desenvolvedores independentes que seriam lançados para o Nintendo Switch. Esse tipo de apresentação aconteceu durante 2017 a 2019 e depois foi renomeado para "Indie Highlights" (hoje, "Indie World). |
| Indie Highlights                  |                                         | 17–23 minutos | Foi uma apresentação focada em jogos de desenvolvedores independentes que seriam lançados para o Nintendo Switch. Esse tipo de apresentação aconteceu durante 2018 a 2019 e depois foi renomeado para "Indie World". |